# Máté Gyula
Máté Gyula (Szombathely, 1933. augusztus 18.- Bonyhád, 2000. március 3.) magyar képzőművész.

## Életútja
A szombathelyi Premontrei Rendi Szent Norbert Gimnáziumban kezdte középiskolai tanulmányait, 1951-ben Győrben érettségizett. A Veszprémi Vegyipari Egyetem Szilikátkémiai Szakán szerzett diplomát. A bonyhádi zománcgyár zománcőrlő malom részlegének lett a vezetője, majd 1964-től 7 éven át a gyár főmérnöke volt. Működésének idejére esett az első alagútrendszerű égetőkemence megépítése, a kemencék széntüzelésről pakura-tüzelésre való átállítása. 1971-től négy évig dolgozott a Bonyhádi Ruházati Kisipari Termelőszövetkezetben, kezdetben műszaki tanácsadó volt, 1972-től pedig elnökhelyettes. 1975-ben választották meg a Bonyhádi Vasipari Szövetkezet elnökének, mely beosztásban 1987-ig dolgozott. Ezt követően nyugdíjazásáig a zománcgyár műszaki-gazdasági főmunkatársa volt.

## Alkotói munkássága
Középiskolásként részt vett a szombathelyi Derkovits Gyula Képzőművészeti Szabadiskola foglalkozásain, ahol Burány Nándor és Radnóti Kovács Árpád voltak a mesterei. Az 1960-as években egyik vezetője lett a bonyhádi kultúrotthon fotószakkörének, megyei fotóújságot szerkesztett, rendszeresen jelentek meg cikkei és képei a FOTO című országos lapban, tagja volt az Országos Fotótanácsnak. Művészi hatású fotóival kiállításokon vett részt.
Kísérleteket folytatott fotografikákkal. Faragott fát, követ, készített kollázsokat. A Zománcgyárban készítette 1968-71. között zománcképeit, melyeket két csoportos és egy egyéni kiállításon mutatott be. Később „nonfiguratív” képeit még saját költségén sem engedték volna kiállítani. Ez a kudarc - bár hosszú időre elfeledtette vele a művészi alkotómunkát - megerősítette, elkötelezte az absztrakt mellett, s 1989-ben kollázsokkal kezdte újra művészi tevékenységét.
Elektrografikái rendszeresen jelentek meg újságokban, folyóiratokban. A világ egyetlen elektrografikai múzeumában, a spanyolországi Cuencában is láthatók képei. Tiszteletbeli tagja a Pisai Művészeti Akadémiának. 1992-ben kísérletezte ki a drótkefegrafikát, ennek készítési módjáról az amerikai Leonardo című folyóirat közölte le egész oldalas írását. Készített kávé-képeket, indigó-vasalásokat, bélyegképeket. Rendszeresen részt vett mail art (küldeményművészet) akciókban, így neve távoli országokban is ismerősen cseng.
Egyéni és csoportos kiállításokat szervezett országszerte, sőt, határainkon túl is. Saját tárlattal jelentkezett többször Bonyhádon, Kaposváron, Szombathelyen, Győrben, Pisa-ban. A Babits Kiadó gondozásában 1999-ben jelent meg első alkotói albuma. A másodikat is nyomdakészre tervezte, de megjelenését már nem érhette meg. Munkái szerepelnek több múzeumban, gyűjteményben, többek között: Nemzetközi Elektrografikai Múzeum (Cuenca, Spanyolország), Szombathelyi Képtár, In memoriam Kassák anyag (Kassák Múzeum, Budapest), Illyés Gyula gyűjteménye, Victor Vasarely gyűjteménye, Nemzetközi Mail Art Archívum (Művészeti Akadémia, Pisa), Fénymásolási Múzeum (Mülheim an der Ruhr).
Régi barátja, alkotótársa, Pierre Székely szobrász így vallott munkásságáról: „Máté Gyula alkotása egyfajta szemmel látható szívverés.”

## Kiadványok
- WBA, drótkefeművészet (1992, album, Bonyhád, magánkiadás)
- WBA, drótkefeművészet (1992, gondolatébresztő füzet, Bonyhád, magánkiadás)
- Elektrografika, tanácsok, készségfejlesztés (1992, gondolatébresztő füzet, Bonyhád, magánkiadás)
- Katalógus (1993, Szombathelyi Képtár, Globus Nyomda, Budapest)
- Üzenet /Message/ Botschaft (1994, Sorszámozott borítékkatalógus a győri kiállításhoz, magánkiadás)
- Grafirkák (1999, album, Babits Kiadó, Szekszárd)
- ST.Art 2000 (2000, album, Babits Kiadó, Szekszárd)

## Egyéni kiállításai
- Elektrografikák, Bonyhád (1991)
- Drótkefegrafikák (Kaposvár, 1992)
- Elektrografikák, zománcképek (Szombathelyi Képtár, 1993)
- Elektrografikák, drótkefegrafikák (Győr, 1994)
- Elektrografikák (Olaszország, Pisa, Művészeti Akadémia, 1995)
- Elektrografikák, Művelődési Ház Dombóvár (1998)
- Elektrografikák, Telki (Bujáki) Galéria (1999.  október)
- Elektrografikák, Szekszárd, Vállalkozók Háza, Büfé  (1999. november)
- Máté Gyula emlékkiállítás, Bonyhád, Művelődési Központ – megnyitotta Bertalan Sándor szobrászművész (2001. március)
- Máté Gyula emlékkiállítás, Bonyhád, Városi Könyvtár (2003. szeptember)